# Birgitta de Vylder-Bellander
Birgitta de Vylder-Bellander, född 17 augusti 1901 i Övertorneå, död 20 september 1973 i Hägersten, var en svensk författare. 
Hon var dotter till Ludvig och Elisabeth De Vylder och syster till Klas De Vylder (1914–2015), Maj Kullenberg och Marie-Louise de Vylder-Lehmann. Sin uppväxttid vid Tornedalens folkhögskola i Övertorneå har hon skildrat i barnböckerna Roligt året om och Barnen som aldrig hade tråkigt. Hennes roman Ogift fader sökes blev film 1953.